# Västergötlands runinskrifter 100
Vg 100 är inristad i en vikingatida runsten i Flo kyrkogård, Flo socken och Grästorps kommun, i Åse härad.

## Stenen
Runsten är av gnejs, 2 m hög, 0,48-1,11 m bred och 0,20-0,31 m tjock. Runorna är 14-16 cm höga. Inskriften är vänd mot öst. Över inskriften är ristat ett kors, vars vågräta armar är 35 cm och lodräta armar 37 cm. De är 6-7 cm breda. Stenen är lavbevuxen. Uppmålad 1971.

Var stenen ursprungligen stått är okänt. På 1600-talet låg den i kyrkogårdsmuren.
Stenen är daterad till cirka 980-1015.

## Inskriften
Translitterering av runraden:
·:: aluiʀ : rsþi : kuml : þusi ÷ ʀftʀ : þori : brþur : sin :
Normalisering till runsvenska:
Alveʀ/Ølveʀ ræisti kumbl þausi æftiʀ Þori, broður sinn.
Översättning till nusvenska:
Alver reste detta minnesmärke efter Tore, sin broder.